# Luciana Souza
Luciana Souza (* 14. Juni 1966 in São Paulo) ist eine brasilianische Jazzsängerin und Songwriterin, die auch im Feld der klassischen Musik tätig ist.

## Leben und Wirken
Souza, Tochter der Dichterin Tereza Souza und des Gitarristen und Bossa-Nova-Komponisten Walter Santos, wuchs in einem musikalischen Umfeld auf. Sie studierte vier Jahre auf der brasilianischen Universidade Estadual de Campinas, hat dann auf dem  Berklee College of Music den Bachelorstudiengang in Jazzkomposition und einen Masterstudiengang auf dem New England Conservatory of Music absolviert.
Souza arbeitete zunächst bei Hermeto Pascoal und wurde in diesem Kontext 1991 als Entdeckung des Jahres von der APCA gewürdigt. Seit 1999 legt sie eigene Alben vor. Sechs Produktionen von Souza wurden für einen Grammy nominiert.
Sie arbeitete weiterhin mit Danilo Pérez, Romero Lubambo, Bob Moses, Maria Schneider, dem Paul Winter Consort, Kenny Werner, John Patitucci, Steve Lacy und George Garzone. Sie ist auch an Alben von Edward Simon (Simplicitas), Walter Becker (Circus Money), von Herbie Hancock (River: The Joni Letters) und des Duo Essence (Shadow Dance) beteiligt. Hancocks River erhielt einen Grammy.
Im Bereich der europäischen Kunstmusik trat sie mit dem Komponisten Osvaldo Golijov anlässlich der Bachakademie 2000 auf; sie arbeitete auch mit dem Boston Symphony Orchestra, der Brooklyn Philharmonic, dem Los Angeles Philharmonic, dem Atlanta Symphony Orchestra, der New York Philharmonic und dem Los Angeles Guitar Quartet. 2011 und 2012 gab Luciana Souza mehrere Konzerte mit der hr-Bigband. 2011 wirkte sie zudem bei Ryan Truesdells Centennial – Newly Discovered Works of Gil Evans mit. Ferner ist sie Mitglied der Vokalgruppe MOSS mit Theo Bleckmann, Peter Eldridge, Lauren Kinhan und Kate McGarry, mit der sie 2008 ein Album veröffentlichte.
Souza lehrte mehrere Jahre an der Manhattan School of Music. Sie ist mit dem Musiker und Produzenten Larry Klein verheiratet und lebt in New York City.

## Diskographische Hinweise
- An Answer to Your Silence (NYC Records, 1999)
- Neruda (Sunnyside, 2004)
- Duos II (Sunnyside, 2005)
- The New Bossa Nova (Universal Records, 2007)
- Tide (Universal Music France, 2009)
- Speaking in Tongues (Sunnyside, 2015)
- The Book of Longing (Sunnyside, 2018), mit Scott Colley und Chico Pinheiro[4]
- Storytellers (2020)
- Luciana Souza & Trio Corrente: Cometa (Sunnyside, 2023)

### Interpretationen klassischer Musik
- Osvaldo Golijov La Pasión según San Marcos/Markuspassion (Hänssler Classic, 2001)
- Osvaldo Golijov Oceana mit dem Kronos Quartet  (Deutsche Grammophon, 2007)
- Los Angeles Guitar Quartet LAGQ Brazil  (Telarc, 2007)